# العلاقات الكندية النيبالية
العلاقات الكندية النيبالية هي العلاقات الثنائية التي تجمع بين كندا ونيبال.

## مقارنة بين البلدين
هذه مقارنة عامة ومرجعية للدولتين:
| وجه المقارنة                                              | كندا                     | نيبال                               |
| --------------------------------------------------------- | ------------------------ | ----------------------------------- |
| المساحة (كم2)                                             | 9.98 مليون               | 147.18 ألف                          |
| عدد السكان (نسمة)                                         | 35.70 مليون              | 29.40 مليون                         |
| الكثافة السكانية (ن./كم²)                                 | 3.58                     | 199.76                              |
| العاصمة                                                   | أوتاوا                   | كاتماندو                            |
| اللغة الرسمية                                             | لغة إنجليزية، لغة فرنسية | اللغة النيبالية                     |
| العملة                                                    | دولار كندي               | روبية نيبالية                       |
| الناتج المحلي الإجمالي (بليون دولار)                      | 1.65 تريليون             | 24.47 مليار                         |
| الناتج المحلي الإجمالي (تعادل القوة الشرائية) بليون دولار | 1.59 تريليون             | 70.20 مليار                         |
| الناتج المحلي الإجمالي الاسمي للفرد دولار أمريكي          | 43.25 ألف                | 743                                 |
| الناتج المحلي الإجمالي للفرد دولار أمريكي                 | 45.07 ألف                | 2.37 ألف                            |
| مؤشر التنمية البشرية                                      | 0.913                    | 0.548                               |
| رمز المكالمات الدولي                                      | +1                       | +977                                |
| رمز الإنترنت                                              | .ca                      | .np                                 |
| المنطقة الزمنية                                           |                          | ت ع م+05:45، التوقيت الموحد لنيبال ‏ |

## منظمات دولية مشتركة
يشترك البلدان في عضوية مجموعة من المنظمات الدولية، منها:
| علم المنظمة | اسم المنظمة                               | تاريخ انضمام كندا | تاريخ انضمام نيبال |
| ----------- | ----------------------------------------- | ----------------- | ------------------ |
|             | مؤسسة التنمية الدولية                     | 24 سبتمبر 1960    | 6 مارس 1963        |
|             | يونسكو                                    | 4 نوفمبر 1946     | 1 مايو 1953        |
|             | مؤسسة التمويل الدولية                     | 20 يوليو 1956     | 7 يناير 1966       |
|             | منظمة حظر الأسلحة الكيميائية              | ?                 | ?                  |
|             | الأمم المتحدة                             | 9 نوفمبر 1945     | 14 ديسمبر 1955     |
|             | منظمة الشرطة الجنائية الدولية             | ?                 | ?                  |
|             | البنك الدولي للإنشاء والتعمير             | 27 ديسمبر 1945    | 6 سبتمبر 1961      |
|             | الاتحاد البريدي العالمي                   | ?                 | ?                  |
|             | المركز الدولي لتسوية المنازعات الاستشارية | 1 ديسمبر 2013     | 6 فبراير 1969      |
|             | وكالة ضمان الاستثمار متعدد الأطراف        | 12 أبريل 1988     | 9 فبراير 1994      |
|             | بنك التنمية الآسيوي                       | 1966              | 1966               |
|             | منظمة التجارة العالمية                    | ?                 | ?                  |
|             | الفريق المعني برصد الأرض                  | ?                 | ?                  |

## وصلات خارجية
- موقع وزارة الخارجية الكندية
- موقع وزارة الخارجية النيبالية